# Francisco de Miranda (Anzoátegui)
Francisco de Miranda é um município da Venezuela localizado no estado de Anzoátegui.
A capital do município é a cidade de Pariaguán.